# Hayashi Shihei
Hayashi Shihei (japanisch 林 子平, * 6. August 1738; † 28. Juli 1793) war ein Samurai und freischaffender Gelehrter der Edo-Zeit Japans, der mit seinen Mahnschriften bei der damaligen Regierung Unmut erregte. Der Familienname Hayashi wird gelegentlich fälschlicherweise auch in sino-japanischer Lesung als Rin gelesen.

## Leben
Hayashi Tomonao (so sein Jugendname, mit dem er auch später noch oft seine Arbeiten unterzeichnete) wurde am 6. August 1738 in Edo, dem heutigen Tokio, geboren. Sein Vater ging kurz nach seiner Geburt auf unregelmäßige Wanderschaften. Während dieser Zeit wohnte die Familie bei einem Onkel, der in Sendai eine Arztpraxis unterhielt. Über seine Jugend ist wenig bekannt. Nach dem Tod des Onkels im Jahr 1752 erbte der ältere Bruder von Shihei, Yoshizen, das Amt des Onkels und wurde damit das Familienoberhaupt. 1763 ging Shihei nach Edo und begann dort mit seiner schriftstellerischen Tätigkeit. Er reiste häufig zwischen Edo und Sendai hin und her, kam vermutlich auch nach Ezo, dem heutigen Hokkaidō, und wiederholt auch nach Nagasaki und zur dortigen holländischen Handelsniederlassung auf der Insel Dejima vor Nagasaki. Dort war er gerne gesehen und sammelte Informationen, die er dann in seine Schriften einarbeitete. In Edo hatte er vermutlich auch Kontakte mit den sogenannten „Hollandgelehrten“ (Rangakusha, vgl. rangaku). 

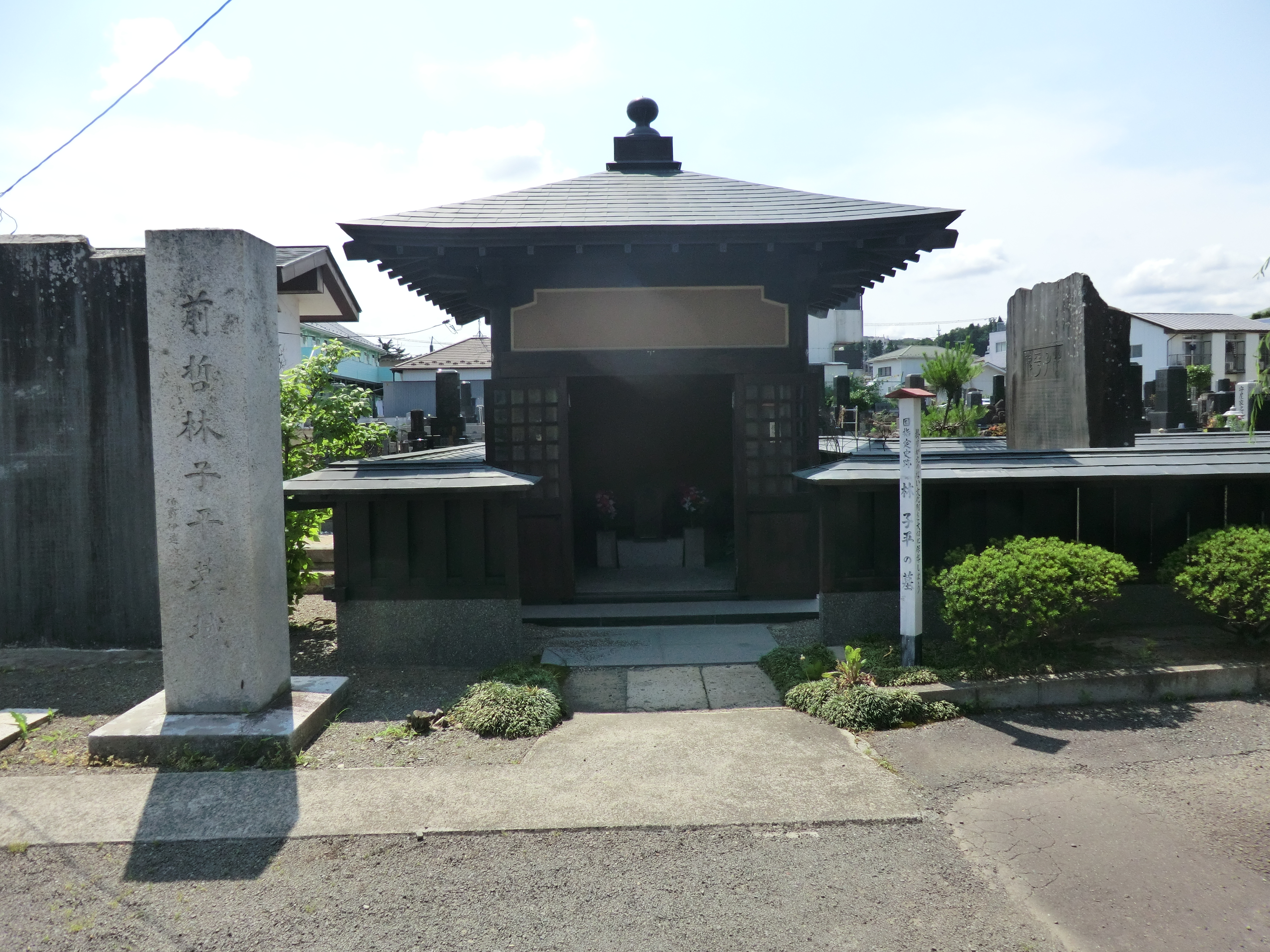
Hayashi Shiheis Grabmal in Sendai

Im Jahr 1788 übersiedelte er wieder nach Sendai und veröffentlichte den ersten Band, mit dem Namen „Der Krieg zu Wasser“ (水戦, Suisen) seines Hauptwerkes „Diskurs über die Wehrhaftigkeit einer Seenation“ (海国兵談, Kaikoku Heidan). Im Jahre 1790 war die Kontrolle über unerwünschtes Schrifttum seitens der Regierung, dem bakufu, verschärft worden. Dennoch veröffentlichte Shihei das gesamte Werk in seinem eigenen Verlag. Er schnitt sogar die Druckstöcke selbst. Sein mittlerweile schlechter Gesundheitszustand bewahrte ihn aber vor einer Strafverfolgung. Er wurde lediglich seinem Bruder in Sendai in einen Hausarrest übergeben. Die Druckstöcke wurden konfisziert. Verbittert starb er am 28. Juli 1793 in Sendai. Es vergingen nach seinem Tod 49 Jahre, bevor er rehabilitiert wurde.

## Werke
Eine umfassende Gesamtausgabe seiner Werke hat es erst- und auch einmalig mit der im Verlag Daiichi Shobō von Yamaguchi Tokuhei et al. besorgten Ausgabe in fünf Bänden – erschienen 1978–1980 – gegeben.

### Militaria
Neben frühen Gelegenheitsarbeiten und einer später verfassten Schrift „Taktik und Strategie“ ragt hier sein Hauptwerk Kaikoku Heidan (wörtlich: „Seenation-Strategieabhandlung“, sinngemäß „Diskussion über Militärisches einer See-Nation“) in zwölf Bänden (maki, besser: „Hefte“) heraus. Er behandelt darin neben grundsätzlichen militärpolitischen und strategischen Fragen auch umfassend Fragen der militärischen Menschenführung, der sozialpolitischen Aspekte des Militärischen in der Gesellschaft. In der Strategie bezieht er sich auf Sun Zi, entwickelt aber auch eigene Vorstellungen. Bemerkenswert ist der zeitnahe Informationstransfer westlicher Erkenntnisse nach Japan. Wenn man dieses Werk seiner zeitbezogenen Sachaussagen entkleidete, ließe sich daraus durchaus ein umfassendes Handbuch für die militär-politische Führung formen.

### Geographie
In der Bedeutung kaum nachstehend ist sein 1785 entstandenes Werk „Die bebilderte Beschreibung dreier Länder“ (三国通覧図説, Sangoku Tsūran Zusetsu). Gemeint sind damit Ezo, Korea, die Ryūkyū-Inseln und die Ogasawara-Inseln (als mujin shima, dt. „menschenleere Inseln“ bezeichnet). Für Philipp Franz von Siebold war dieses Werk von großem Interesse. Er ließ sich den Teil über Ezo ins Holländische übersetzen. Das ganze Werk wurde von dem Orientalisten Heinrich Julius Klaproth 1832 in französischer Übersetzung mit Ergänzungen und Berichtigungen in Bezug auf Korea herausgegeben.

### Sozialpolitische Schriften
Shihei hat außerdem mehrere Memoranden zu sozialpolitischen Fragen verfasst. Eine von ihm angefertigte Zusammenfassung unter dem Titel „Politik eines wohlhabenden Landes“ (Fukkoku saku) aus dem Jahre 1785 wurde viel beachtet; darin plädiert er für eine langfristig planende Wirtschaftspolitik. Auch zu Erziehungsfragen hat er sich geäußert.

### Poesie
Shihei war ein Vielschreiber. Seine Reisen fanden Niederschlag auch in entsprechenden Beschreibungen und Gedichtsammlungen. Dazu gehören aber auch Überarbeitungen von Schriften seines Vaters über Sendai.

## Bedeutung
Shihei war einer der „Drei Sonderlinge der Kansei-Ära“ (Kansei sankijin). Die beiden anderen waren Takayama Hikokurō (1747–1793), den er vermutlich in seinem letzten Lebensjahr noch kennengelernt hat, und Gamō Kumpei (1768–1813), mit dem er befreundet war. Hayashi Shihei war sicherlich nicht verrückt, aber ein unsteter Mensch und Querdenker, weshalb er auch mit der damaligen Regierung in Konflikt geriet. Andererseits waren ihm große Freiheiten zugebilligt worden. Erst mit der allmählich in der ersten Hälfte des 19. Jahrhunderts in Japan reifenden Erkenntnis, dass Japan seine nun zwei Jahrhunderte gepflegte Abschließungspolitik nicht mehr aufrechterhalten könne, fanden auch seine Gedanken wieder ausreichende Würdigung. 1842 wurde er posthum amnestiert und damit rehabilitiert. 1856 war sein Hauptwerk, Kaikoku Heidan, in einer revidierten Fassung wieder anhand erhalten gebliebener Kopien der Originalausgabe herausgegeben worden. Auch in der ersten Hälfte des 20. Jahrhunderts wurde dieses Werk wiederholt herausgegeben, da seine Gedanken für das damalige politische Selbstverständnis Japans herhalten mussten.
In Sendai wird sein Ansehen in Ehren gehalten, es gibt dort ein Denkmal, eine Gedenkstätte (龍雲院, Ryūun’in) und eine ihm gewidmete Abteilung im Stadtmuseum. Der Stadtteil in dem sich die Gedenkstätte mit seinem Grab befindet wurde 1967 nach ihm in Shihei-machi (子平町) umbenannt.